# Fekete vonat
Fekete vonat (/ˈfɛkɛtɛ ˈvonɒt/, en français : « Train noir »), est une expression hongroise qui désignait les convois de travailleurs originaires du département de Szabolcs-Szatmár-Bereg. Ces convois empruntaient la ligne de Budapest à Nyíregyháza par Szolnok et Debrecen et transportaient les ouvriers les moins qualifiés des régions du nord-est de la Hongrie vers la capitale. Ces convois étaient connus pour leur ambiance propice à la bagarre.